# Ektoderma

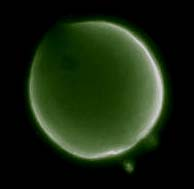
Ektoderma embrionu

Ektoderma (łac. ectodermis, z gr. ektós na zewnątrz, dérma skóra), ektoblast – zewnętrzny listek zarodkowy, warstwa komórek powstająca w rozwoju zarodkowym zwierząt w trakcie różnorodnie zachodzącej gastrulacji.
Z ektodermy rozwija się zewnętrzne pokrycie ciała, nabłonek jelita przedniego i tylnego, układ nerwowy i narządy zmysłów. Pochodzenie ektodermalne mają m.in.: cewki Malpighiego i układ tchawkowy stawonogów. W czasie neurulacji w rozwoju kręgowców ektoderma ulega podziałowi na ektodermę powierzchniową i neuroektodermę. Z tej pierwszej powstaje naskórek i różne jego twory pochodne (gruczoły potowe, gruczoły łojowe, pióra, łuski, włosy itp.), częściowo szkliwo zębów, elementy oka (rogówka, soczewka, siatkówka). Z neuroektodermy powstaje cewka nerwowa.